# Polycentropus aspinosus
Polycentropus aspinosus är en nattsländeart som beskrevs av Schmid 1964. Polycentropus aspinosus ingår i släktet Polycentropus och familjen fångstnätnattsländor. Inga underarter finns listade i Catalogue of Life.